# سانتیاگو سیمون
سانتیاگو سیمون (انگلیسی: Santiago Simón؛ زادهٔ ۱۳ ژوئن ۲۰۰۲) بازیکن فوتبال اهل آرژانتین است.
وی همچنین در تیم ملی فوتبال زیر 17 سال آرژانتین بازی کرده‌است.